# Mamasani (Verwaltungsbezirk)
Mamasani (persisch شهرستان ممسنی) ist ein Schahrestan in der Provinz Fars im Iran. Er enthält die Stadt Mamasani, welche die Hauptstadt des Verwaltungsbezirks ist. 

## Kreise
- Zentral (بخش مرکزی)
- Mahwarmilani (بخش ماهورمیلانی)
- Doschmanziari (بخش دشمن زیاری)

## Demografie
Bei der Volkszählung 2016 betrug die Einwohnerzahl des Schahrestan 117.527. Die Alphabetisierung lag bei 82 Prozent der Bevölkerung. Knapp 57 Prozent der Bevölkerung lebten in urbanen Regionen.
| Zensusjahr | Einwohnerzahl |
| ---------- | ------------- |
| 2011       | 116.386       |
| 2016       | 117.527       |